# Faramea uniflora
Faramea uniflora är en måreväxtart som beskrevs av John Duncan Dwyer och M.Victoria Hayden. Faramea uniflora ingår i släktet Faramea och familjen måreväxter. Inga underarter finns listade i Catalogue of Life.